# Klaus Sieveking

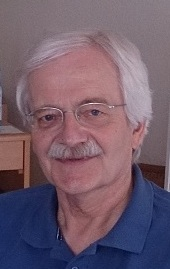
Klaus Sieveking, 2017

Klaus Sieveking (* 23. Mai 1945 in Bendestorf) ist ein deutscher Rechtswissenschaftler.

## Werdegang
Nach seinem Studium an der Universität Freiburg im Breisgau und der FU Berlin und Ablegung der juristischen Staatsexamina wurde Sieveking im Jahre 1974 in Berlin mit der Dissertation Die Entwicklung des sozialistischen Rechtsstaatsbegriffs promoviert. Nach einer kurzen Tätigkeit als Regierungsrat in Hamburg schlug er die wissenschaftliche Laufbahn ein. Diese führte ihn nach Bremen, wo er Professor auf Zeit am Fachbereich Rechtswissenschaft und wissenschaftlicher Mitarbeiter am Zentrum für Europäische Rechtspolitik der Universität Bremen wurde. Nach seiner Habilitation zum Thema Statusrechte von Ausländern (1993) und Vertretungsprofessuren in Bremen und Frankfurt wurde Sieveking im Jahre 2003 zum Professor am Fachbereich Human- und Gesundheitswissenschaften der Universität Bremen berufen. Er ist Mitglied im Editorial Board der Zeitschrift European Journal of Migration and Law (Kluwer Law International).

## Veröffentlichungen
Schwerpunkte der wissenschaftlichen Arbeit von Klaus Sieveking sind das sozialistische Recht (insbesondere das Recht der DDR) einerseits und das Sozial- und Ausländerrecht andererseits. Zu seinen wichtigsten Buchveröffentlichungen gehören
- Die Entwicklung des sozialistischen Rechtsstaatsbegriffs. Eine Studie zur Auseinandersetzung mit dem Rechtsstaat in der SBZ-DDR zwischen 1945 und 1968. Baden-Baden 1975.
- Die Erstattung von Rentenversicherungsbeiträgen an Ausländer. Ein Beitrag zum Eigentumsschutz sozialer Rechtspositionen. Baden-Baden 1988.
- zusammen mit Hubertus Knabe und Lothar Probst: Rostock. Stadt an der Warnow. Ein illustriertes Reisehandbuch. Temmen, Bremen 1989.
- (Hrsg.) Soziale Sicherung bei Pflegebedürftigkeit in der Europäischen Union. Baden-Baden 1998.
- Meine Rechte als Ausländer. Aufenthalt – Arbeit – Ausbildung – Soziale Sicherung – Einbürgerung – Rechtsschutz. C. H. Beck, München 2007.
- (Hrsg.) Wechselwirkungen von Migration und Integration im europäischen Mehrebenensystem. Rechts- und sozialwissenschaftliche Beiträge. Nomos, Baden-Baden 2011.